# John Rhodes
John Rhodes, né le 18 août 1927 à Wolverhampton (Midlands de l'Ouest), est un ancien pilote automobile britannique.

## Biographie
Il s'est surtout illustré en Formule Junior au début des années 1960, en remportant notamment le titre de champion d'Irlande de la catégorie en 1961, au volant d'une Cooper, puis dans les courses de «Saloon Cars» sur une Mini Cooper. 
En parallèle, il tente sa chance en Formule 1 dès 1962, participant, hors-championnat du monde, au BRDC International Trophy et aux 100 miles de Mallory Park sur une Cooper T59 de l'écurie de Bob Gerard, sans grand succès. 
Il retente sa chance dans la catégorie reine trois ans plus tard, toujours sur Cooper, participant à quatre courses hors championnat ainsi qu'au Grand Prix de Grande-Bretagne, à Silverstone où sa course se solde par un abandon.
En 1965, il participe également aux 24 Heures du Mans, en équipe avec Paul Hawkins, sur une Austin-Healey Sprite Sebring qu'ils mènent à la douzième place, remportant leur classe de cylindrée. 
Avec le rallyman Timo Mäkinen, Rhodes remporte une victoire de classe à la Targa Florio 1966, terminant neuvième au général sur une MG MGB. 
Se limitant ensuite exclusivement aux courses de «Saloon Cars», il met un terme à sa carrière sportive à la fin de l'année 1969.

## Résultats en championnat du monde de Formule 1
| Saison | Écurie            | Châssis    | Moteur    | Pneus  | GP disputé      | Points inscrits | Classement         |
| ------ | ----------------- | ---------- | --------- | ------ | --------------- | --------------- | ------------------ |
| 1965   | Bob Gerard Racing | Cooper T60 | Climax V8 | Dunlop | Grande-Bretagne | 0               | Abandon (allumage) |

## Résultats aux 24 heures du Mans
| Année | Ecurie                  | Châssis                      | Moteur               | Classement |
| ----- | ----------------------- | ---------------------------- | -------------------- | ---------- |
| 1965  | Donald Healey Motor Ltd | Austin Healey Sprite Sebring | BMC 1.3 l 4 en ligne | 12e        |